# Premio del National Board of Review 1930
Los 2° Premios del National Board of Review fueron anunciados en 1930.

## 10 mejores películas
- Applause (Aplauso)
- All Quiet on the Western Front (Sin Novedad en el frente)
- Holiday
- Laughter
- The Man from Blankley's
- Men Without Women (Tragedia submarina)
- Morocco (Marruecos)
- Outward Bound
- Romance
- Street of Chance (Los pequeros)
- Tol'able David

## Mejores películas extranjeras
- High Treason – Reino Unido
- Staroye i Novoye (Lo viejo y lo nuevo) – Unión Soviética
- Zemlya (La tierra) – Unión Soviética
- Potomok Chingis-Khana (Tempestad sobre Asia) – Unión Soviética
- Zwei Herzen Im Dreiviertel-Takt (Al compás de 3 por 4) – Alemania